# Dolní Břežany
Pour les articles homonymes, voir Břežany.
Dolní Břežany (en allemand : Unter Breschan) est une commune du district de Prague-Ouest, dans la région de Bohême-Centrale, en République tchèque. Sa population s'élevait à 4 694 habitants en 2024.

## Géographie
Dolní Břežany se trouve à 13 km au sud du centre de Prague et fait partie de son agglomération.
La commune est limitée par Prague à l'ouest et au nord, par Zlatníky-Hodkovice à l'est, par Libeř au sud-est et par Ohrobec au sud.

## Histoire
La première mention écrite du village date de 1332.
En octobre 2015 a été inauguré à Dolní Břežany le Centre des lasers ultra-puissants ELI-Beamlines, qui fait partie d'une infrastructure européenne de recherche dans le domaine des lasers.

## Administration
La commune se compose de quatre sections :
- Dolní Břežany
- Jarov
- Lhota
- Zálepy